# Magazintrichter

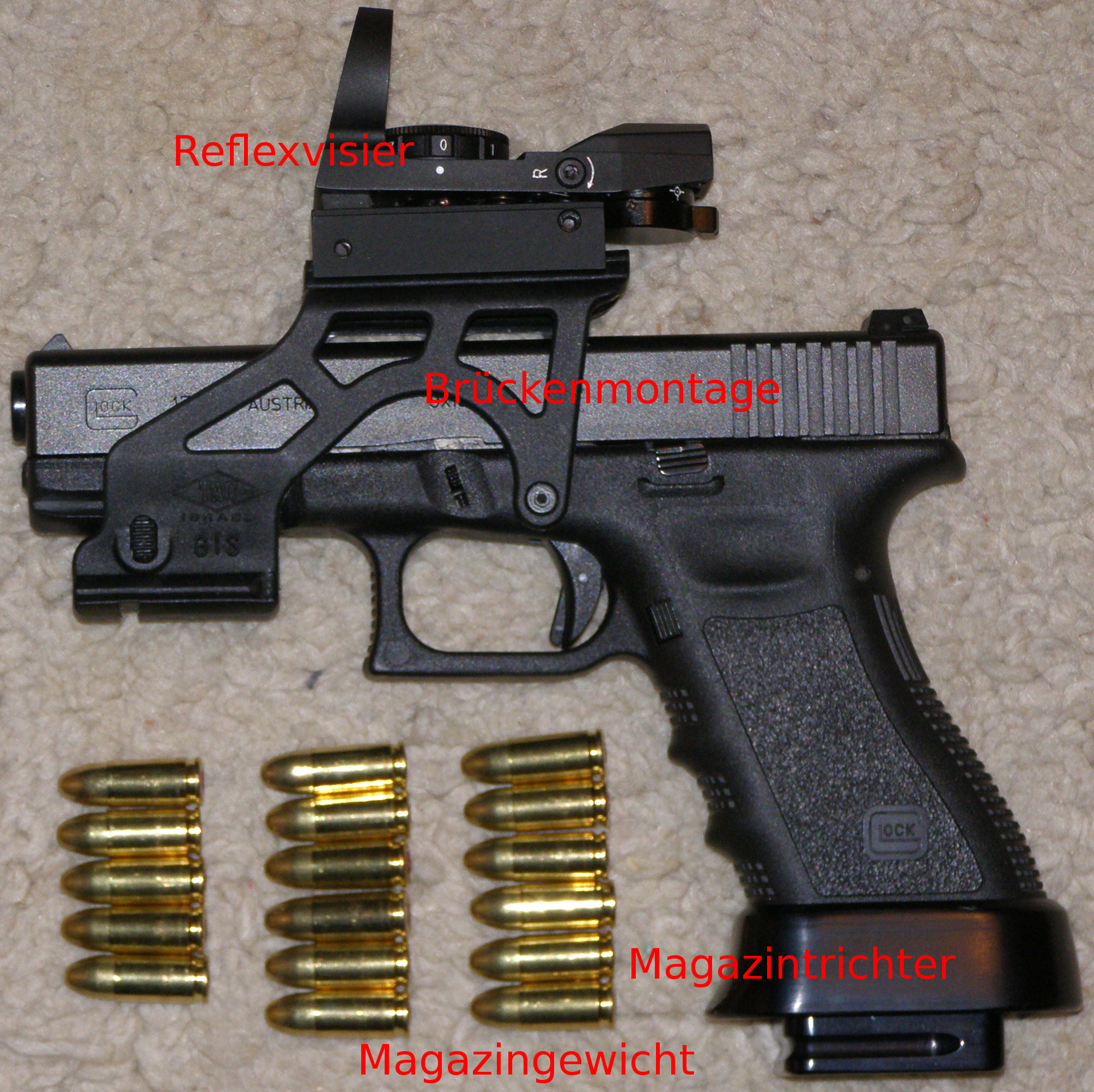
Magazintrichter an einer Glock 17

Der Magazintrichter (englisch jet funnel) ist ein Zubehörteil für Schusswaffen, das unter dem Griffstück angebracht wird und so den Magazinschacht trichterförmig vergrößert, um das Einführen des Magazins zu erleichtern. Der Sinn liegt darin, bei Wettkämpfen, bei denen Magazine gewechselt werden, Zeitvorteile beim Magazinwechsel zu haben. Je nach Gestaltung des Magazintrichters wird durch ihn die Grifffläche der Waffe und zusätzlich die Schwerpunktlage der Waffe geändert. Meist wird er bei IPSC-Wettkämpfen eingesetzt, während er in manchen Disziplinen wie dem „Westernschießen 97-11“ untersagt ist. Auch in der Sportordnung des Bund der Militär- und Polizeischützen ist die Verwendung des Magazintrichters für einzelne Disziplinen geregelt.